# Didrik Pinning
Diderik Pinning ( ca. 1422 – 1491) var en tyskfødt embedsmand og søfarende, der tjente under de danske konger Christian 1. og Hans. Pinning opdagede muligvis Amerika ca. 20 år før Christoffer Columbus.
Diderik Pinning blev født i byen Hildesheim syd for Hannover. Det vides ikke, hvordan og hvorfor Pinning kom i dansk tjeneste. Hans berømmelse skyldes især 1500-tallets krønikeskrivere, der omtalte Pinning og hans samtidige Hans Pothorst som pirater. Det ses eksempelvis i Poul Helgensens Skibbykrønike.

## En mulig ekspedition til Amerika
Pinning omtales som opdagelsesrejsende i et brev, som Kiels borgmester Crasten Grip skrev til den danske kong Christian 3. i 1551. I brevet fortæller Grip, at han har set et nyt kort, hvorpå der er omtalt en ekspedition, udsendt af Christian 1., på opfordring af den portugisiske konge. Ekspeditionen havde angiveligt som mål 'at opsøge nye lande og øer i Norden', og den skulle have været ledet af skipperne 'Pyningk og Poidthorsth'. I et engelsk dokument fra 1575, skrives det også, at der i 1476 skulle have været en dansk ekspedition i Labradorhavet. Det er dog usikkert, om Pinning og Pothorst nåede helt til Amerika, og i hvor høj grad den portugisiske konge var involveret.
Pinnings rygte som pirat og hans ry som opdagelsesrejsende smeltede tidligt sammen. Det var dog først i det 20.århundrede, at vægten blev lagt på opdagelserne. I 1934 blev et relief af Pining og Pothorst sat på Haus des Glockenspiels i Bremen blandt andre store eventyrere såsom Columbus, Charles Lindbergh og Thorfinn Karlsefni. 1930'ernes nazistyre var interesserede i at finde eksempler på tyske heltegerninger i fortiden, og selvom de som udgangspunkt var modstandere af træsnittenes ekspressionistiske stil, valgte de i 1937 at frede værkerne som eksempler 'degenereret' kunst.

## Lensmand og kaper
I de samtidige kilder møder vi først Pinning i 1477, hvor han som dansk embedsmand på Island ligger i kamp med engelske sømænd og købmænd, der havde økonomiske interesser i området.
Pinning tjente i en periode grev Jacob af Oldenburg. Greven var nevø til nye danske kong Hans, og Jacob havde brug for hjælp, da han var blevet landsforvist og havde fået konfiskeret sine besiddelser af biskoppen i Osnabrück, der handlede på opfordring af bystyrerne i Hamborg og Lübeck. Pothorst og Pinning var upopulære blandt flere af de vesteuropæiske sømagter, men de var skattede af kong Hans, der i 1486 havde dem med på en officiel rejse til Norge. Året efter organiserede Pinning et togt til Gotland.
Efter Hans Pothorst død omkring år 1489 vendte Pinning tilbage til Island. Kong Hans havde da udnævnt ham til væbner, der var en af datidens fineste titler. Den islandske lovsamling Piningsdómur blev udgivet under Pinnings ledelse. Lovsamlingen regulerede udenlandske købmænds rettigheder på Island.
Diderik Pinning døde i 1491 på Nordens nordligste fæstning, Vardøhus, hvor han også var Lensmand. Pinnings nevø og navnebroder overtog siden stillingen som lensmand på Island og blev derefter borgmester i hjembyen Hildesheim.
En lokal folkeskole i Hildesheim er opkaldt efter Diderik Pinning.